# TrekStor

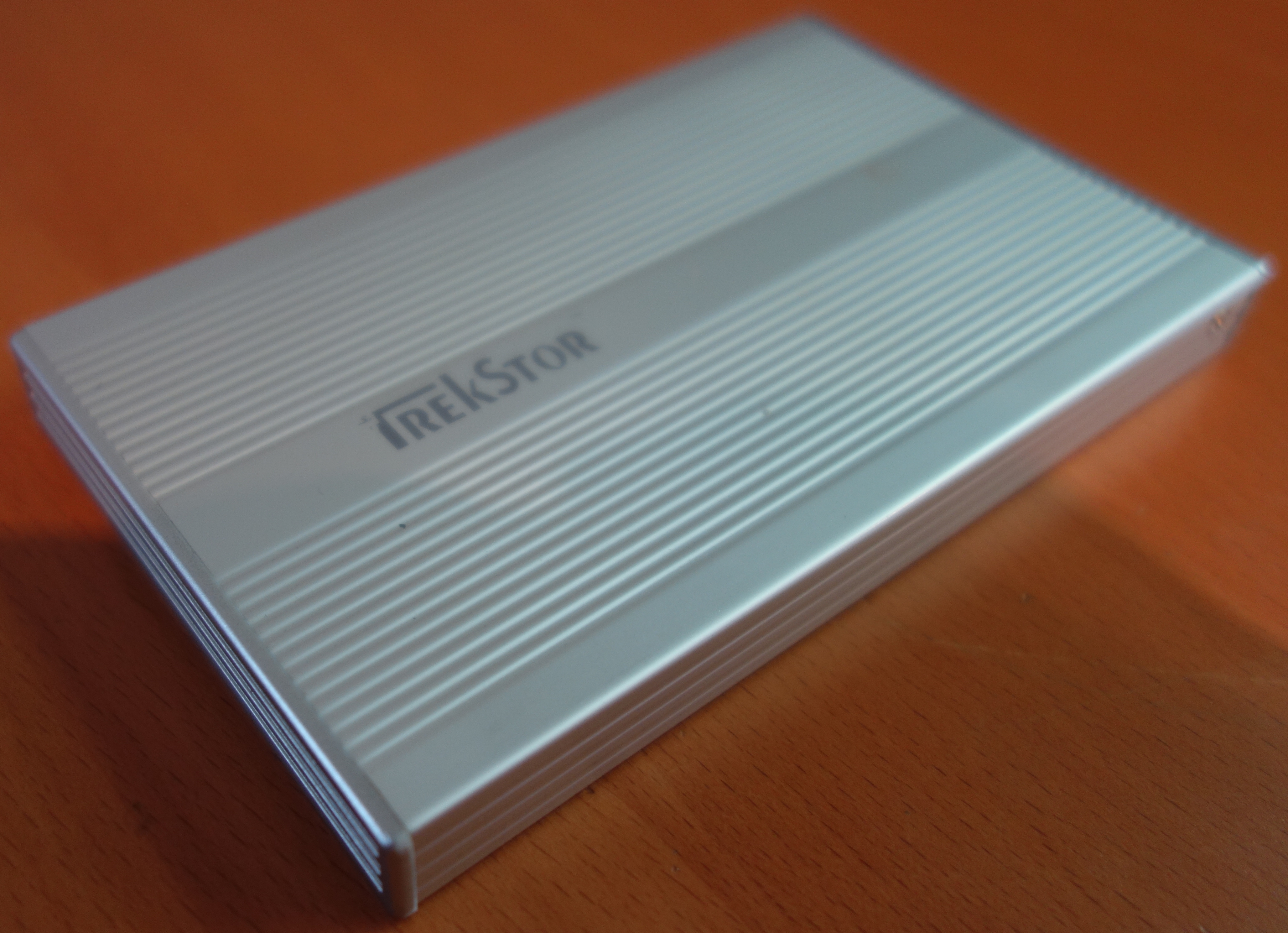
Trekstor Festplatte (extern)

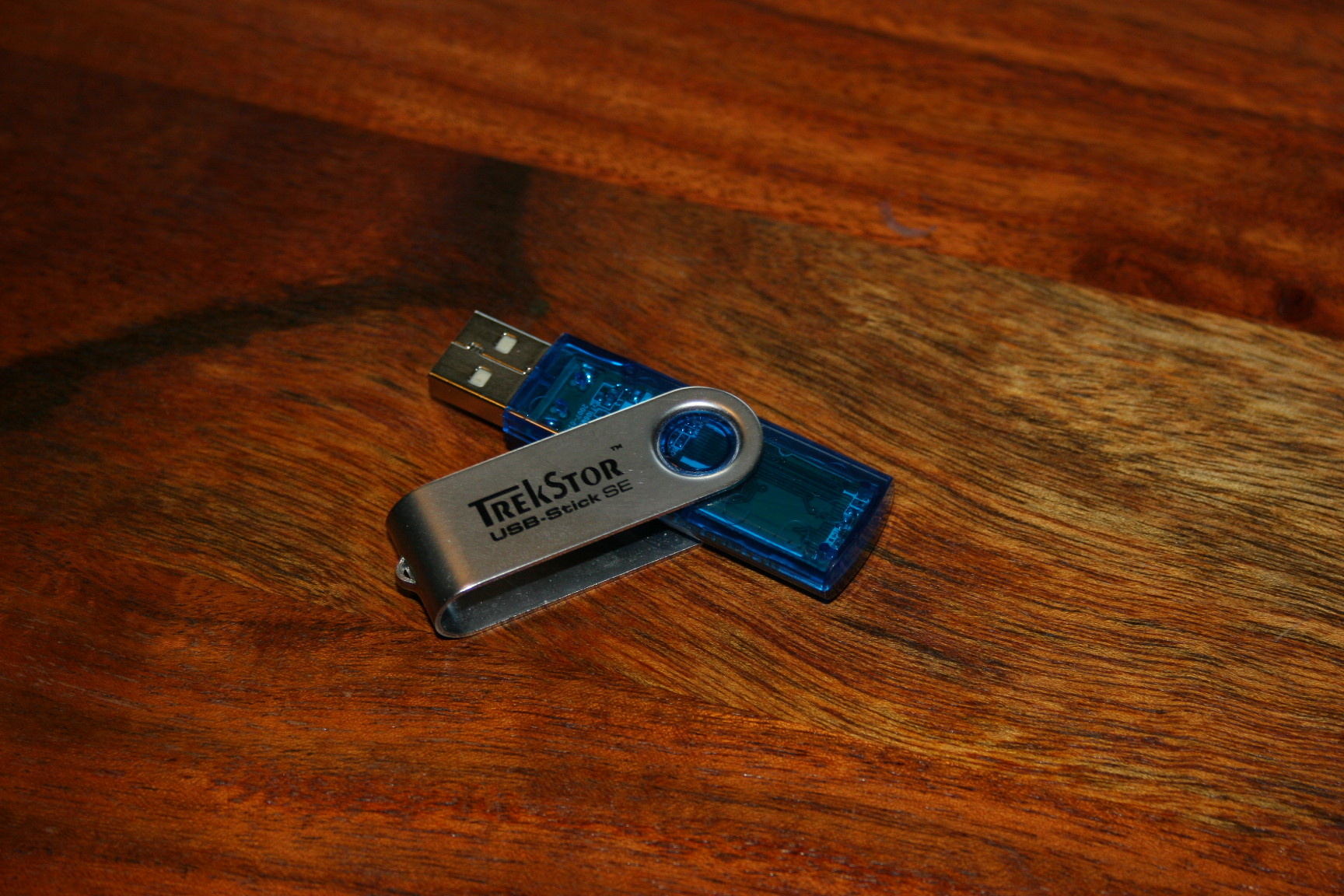
Trekstor USB Flash Speicher 8GB

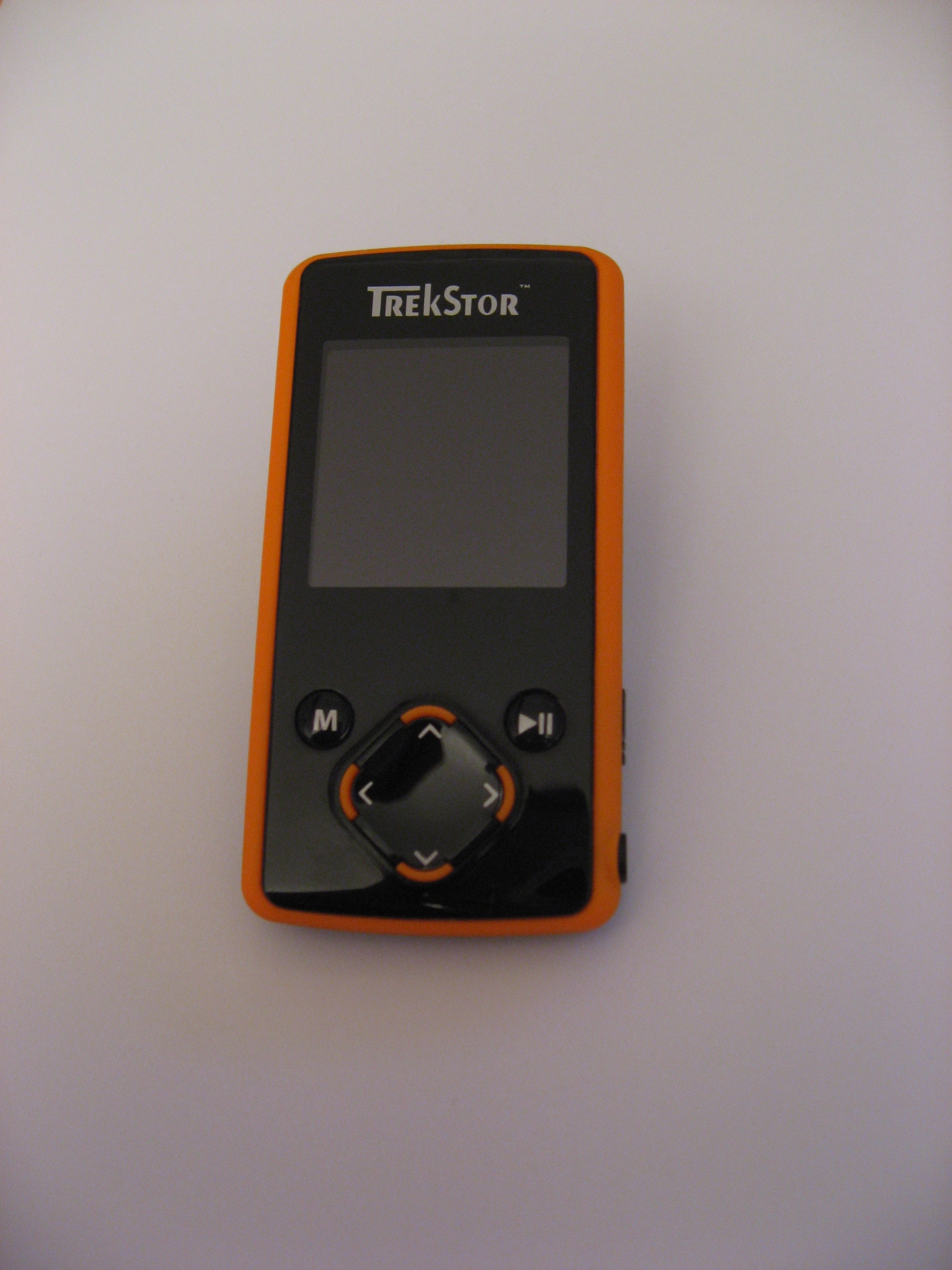
Trekstor MP3 Player

Die Trekstor GmbH (Eigenschreibweise TREKSTOR) war ein deutsches Unternehmen für Unterhaltungselektronik. Die Produktpalette umfasste neben Notebooks, Tablets, USB-Sticks, externe Festplatten, MP3-Player, E-Book-Reader und weiteren Produkten seit 2019 auch straßenzugelassene E-Tretroller. Nach einer Namensänderung im Mai 2022 folgte im Juni 2022 ein Insolvenzantragsverfahren und im Oktober 2022 die Insolvenz.

## Geschichte
Gegründet wurde das Unternehmen 2001 als Trekstor GmbH & Co. KG von Daniel Szmigiel im hessischen Lorsch, einer Kleinstadt zwischen Mannheim und Frankfurt am Main. Zunächst konzentrierte man sich auf USB-Sticks, 2003 kamen MP3-Player und externe Festplatten zum Produktangebot hinzu. 2016 siedelte die Firma in das benachbarte Bensheim um.
In Bensheim befanden sich u. a. der Vertrieb, Teile der Produktion, die Entwicklung und das Qualitätsmanagement, der Großteil der Fertigung fand in Asien statt. Nach der Gründung stieg die Mitarbeiterzahl rasant an, 2005 betrug der Gesamtumsatz 145 Millionen Euro. Auch 2007 betrug der Umsatz noch mehr als 135 Millionen Euro.
Nach zwei weniger erfolgreichen Jahren meldete das Unternehmen am 21. Juli 2009 Insolvenz an. Nach einem Massekredit und Einstieg der Telefield International (Holding) Limited wurde Anfang November 2009 die Trekstor GmbH neu gegründet, welche im Rahmen eines Asset Deals Mitarbeiter, Warenbestand und Schutzrechte der ehemaligen Trekstor GmbH & Co. KG übernahm.
Ende 2010 stellte das Unternehmen einen E-Book-Reader und mehrere Produkte aus dem Mobilfunkbereich vor. So wurden z. B. ein transportabler UMTS-WLAN Hotspot und zwei Smartphones auf Android-Basis in Zusammenarbeit mit dem chinesischen Konzern Huawei vorgestellt.
Seit 2012 wurde über den Börsenverein des Deutschen Buchhandels der Trekstor Liro Ink, ein E-Book-Reader mit elektronischer Tinte, vertrieben. Auch Tablet-Computer gehörten damals zum Portfolio des Unternehmens.
Zum ersten Mal im Herbst 2013 vorgestellt, bot Trekstor seit Mitte November 2014 das bereits in dritter Generation produzierte Volks-Tablet in Kooperation mit Bild.de an. Während die ersten beiden Modelle (Herbst 2013: Trekstor Volks-Tablet, Frühjahr 2014: Trekstor SurfTab xiron 10.1 3G / Volks-Tablet mit 3G) mit einem Android-Betriebssystem ausgestattet waren, präsentierte Trekstor mit dem SurfTab wintron 10.1 und der Variante für mobiles Internet, dem SurfTab wintron 10.1 3G, zum ersten Mal ein Volks-Tablet mit dem Betriebssystem Windows 8.1 mit Bing an, welches zudem um eine Tastatur erweitert werden konnte.
Laut eigenen Angaben in der Bilanz von 2016 war Trekstor der Hersteller des Porsche Design Book One ab 2017. Seit 2019 war Trekstor wieder komplett im Besitz der Familie Szmigiel und seit Herbst 2019 auch als Fahrzeughersteller für straßenzugelassene E-Scooter aktiv.
Am 30. Mai 2022 wurde die TrekStor GmbH in die TS-Service GmbH umbenannt. Am 1. Oktober 2022 hat die TS-Service GmbH Insolvenz angemeldet.

## Kontroverse
Im August 2007 erregte Trekstor mit einer unglücklichen Namensgebung Aufsehen: Ein schwarzer MP3-Player aus der i.Beat-Reihe wurde in einer Pressemeldung als i.Beat blaxx angekündigt, was so ausgesprochen wird wie „I beat blacks“ (Ich schlage Schwarze). Nach einem negativen Posting bei Gizmodo wurde der Player einen Tag darauf in Trekstor blaxx umbenannt.

## Belege
1. ↑  buchreport.de
2. 1 2  Geschäftsbericht 2011 im Bundesanzeiger
3. ↑  Allgemeine Betriebserlaubnis (ABE) für Fahrzeuge gemäß der Verordnung über die Teilnahme von Elektrokleinstfahrzeugen am Straßenverkehr (Elektrokleinstfahrzeuge-Verordnung - eKFV). In: kba.de. Kraftfahrt Bundesamt, archiviert vom Original am 12. November 2020; abgerufen am 23. September 2019.
4. ↑  Marktstellung / Umsatz Trekstor (Memento vom 14. November 2010 im Internet Archive)
5. ↑  Trekstor bei Festplatten-info.de
6. ↑  Rund um USB mit Trekstor (Seite nicht mehr abrufbar, festgestellt im September 2019. Suche in Webarchiven)
7. ↑  USB-Stick-Hersteller Trekstor meldet Insolvenz an. In: Die Welt.
8. ↑  Geschäftsbericht 2007 im Bundesanzeiger
9. ↑  Trekstor meldet Insolvenz an – onlinekosten.de (Memento des Originals vom 6. Oktober 2014 im Internet Archive)  Info: Der Archivlink wurde automatisch eingesetzt und noch nicht geprüft. Bitte prüfe Original- und Archivlink gemäß Anleitung und entferne dann diesen Hinweis.
10. ↑  fr-online.de
11. ↑  UMTS-WLAN-Hotspot zum Mitnehmen – golem.de
12. ↑  Trekstor verkauft Android-Handys plus Discount-Tarif – teltarif.de
13. ↑  Ein E-Reader für Buchhändler, nicht für Leser (Memento vom 8. Januar 2013 im Internet Archive)
14. ↑  Bundesanzeiger. Abgerufen am 2. September 2018.
15. ↑  TS-Service GmbH, Lorsch. Abgerufen am 10. Oktober 2022.
16. ↑  Öffentliche Bekanntmachung. Abgerufen am 10. Oktober 2022.
17. ↑  Trekstor Renames iBeat Blaxx After a Bit of Self-Flagellation – Gizmodo (englisch)